# Ilaria Cavo
Ilaria Cavo (Genova, 11 ottobre 1973) è una giornalista e politica italiana.

## Biografia

### Carriera giornalistica
Laureata in scienze politiche presso l'Università di Genova e iscritta all'Ordine dei giornalisti della Liguria dal 1998, ha esordito nella rete locale ligure Primocanale. Bruno Vespa la notò durante la conduzione della diretta dei fatti del G8 di Genova nel luglio del 2001 e iniziò una collaborazione col programma Porta a Porta, occupandosi di cronaca nera per cinque anni.
Nel 2002 ha vinto il Premio nazionale di giornalismo Saint Vincent, per la diretta di sei giorni dei fatti del G8 di Genova. Nel luglio 2007 è stata insignita del Premio Ischia di giornalismo nella categoria "under 35".
Nel 2006 passa alle reti Mediaset, entrando nella redazione Videonews diretta da Giorgio Mulé e successivamente da Claudio Brachino. Ha lavorato per Matrix, condotta prima da Enrico Mentana, in seguito da Alessio Vinci. Fra settembre e dicembre 2007 ha condotto su Retequattro la trasmissione Tempi Moderni.
Nel 2006 per Arnoldo Mondadori Editore ha scritto il libro Diciassette omicidi per caso sulla vita e la storia di Donato Bilancia, che lei ha avuto modo di intervistare più volte in carcere e dal quale ha ricevuto una richiesta di risarcimento danni per non aver gradito il racconto, oltre a diverse minacce. Nel 2007 per Arnoldo Mondadori Editore ha scritto il libro La chiamavano Bimba, in cui descrive la personalità di Annamaria Franzoni attraverso le testimonianze di una serie di persone che hanno avuto a che fare con il caso di cronaca.
Dal 2008 è stata opinionista su fatti di cronaca nera e giudiziaria nei programmi Mattino Cinque e Pomeriggio Cinque. Nel 2011 per Arnoldo Mondadori Editore ha scritto Il cortocircuito, storia di ordinaria ingiustizia. Dal novembre 2011 è conduttrice del canale TGcom24.
Nell'estate del 2012 ha intervistato Francesco Schettino: l'intervista è stata trasmessa nel programma Quinta colonna, condotto da Salvo Sottile.
Il 29 settembre 2012, prima della partenza del programma Domenica Live (evento previsto per il successivo 7 ottobre), Ilaria Cavo viene arrestata a Cuba, perché stava svolgendo un'attività lavorativa giornalistica ma con un visto turistico. Viene rilasciata definitivamente il giorno successivo

### Carriera politica
Dopo essere stata eletta consigliere nelle elezioni regionali in Liguria del 2015 essendo inserita nel listino del neopresidente di centrodestra Giovanni Toti, l'8 luglio 2015 viene nominata assessore regionale con deleghe a Comunicazione, Formazione, Politiche giovanili e culturali. Nel 2019 aderisce a Cambiamo!, il movimento fondato da Toti, nella cui lista si ricandida alle elezioni regionali del 2020: raccogliendo 7587 preferenze nella provincia di Genova risulta essere la seconda più votata in assoluto della lista dopo Marco Scajola (7786 nella provincia di Imperia) e la donna più votata della Liguria. Il 21 ottobre viene confermata assessore con deleghe a Politiche socio sanitarie e Terzo settore, Politiche giovanili, Scuola, Università e Formazione, Cultura e Spettacolo, Programmi comunitari di competenza. Sei mesi più tardi diventa coordinatrice della Commissione Cultura della Conferenza delle regioni.
Alle elezioni politiche del 2022 si candida alla Camera dei deputati nel collegio uninominale Liguria - 02 (Genova: Municipio VII - Ponente), oltreché come capolista nel collegio plurinominale Lombardia 2 - 02  e in seconda posizione nel collegio plurinominale Sicilia 1 - 01, per Noi moderati, lista composta da Italia al Centro di Toti, Noi con l’Italia, Coraggio Italia e Unione di Centro. La Cavo viene eletta all'uninominale con il 37,49% (pari a 55.485 voti di coalizione, di cui 2641 diretti a lei), battendo la candidata del centro-sinistra Katia Piccardo (34,30%) di quasi 5.000 voti e il candidato del Movimento 5 Stelle Roberto Traversi (15,33%). Verrà eletta vicepresidente della X Commissione (Attività produttive, Commercio e Turismo).
A gennaio 2024 sostituisce Angelo Vaccarezza come coordinatrice e portavoce regionale della Lista Toti; nel contempo viene chiamata a coordinare le eventuali attività di Noi Moderati in Liguria: infatti alle regionali di ottobre a sostegno di Marco Bucci NM inserisce diversi candidati nella lista Vince Liguria eleggendo tre consiglieri. Si presenta poi alle comunali di Genova del 2025 come capolista di Noi Moderati - Bucci - Orgoglio Genova: nell'eventuale vittoria di Pietro Piciocchi la Cavo andrebbe a ricoprire la carica di vicesindaco. Con 3178 voti è la più votata di tutta la tornata elettorale e la sua lista nella sconfitta di Piciocchi arriva terza nel centro-destra con quasi l’8% e tre eletti.
Il 23 luglio 2025 il consiglio nazionale di Noi Moderati la elegge come presidente succedendo a Giovanni Toti.

## Pubblicazioni
- Diciassette omicidi per caso, storia vera di Donato Bilancia, Mondadori, 2006
- La chiamavano bimba, Annamaria Franzoni nei racconti di chi l'ha conosciuta, Mondadori, 2007
- Il cortocircuito. Storie di ordinaria ingiustizia, Mondadori, 2011